# Barrière d’eau Water-Gate
La barrière d’eau Water-Gate est un produit confectionné en toile de polymère qui a pour but de bloquer et contrôler la trajectoire de l’eau afin d'empêcher celle-ci d'atteindre une zone spécifique. Généralement utilisée pour prévenir les inondations (série WL), elle permet aussi de créer des batardeaux temporaires, des réserves d'eau pour la lutte incendie en zones rurales (série WA), ainsi que le contrôle et la récupération des polluants en situations de déversements toxiques dans des petits cours d'eau (série WT).  
La barrière d'eau Water-Gate se présente sous forme de rouleau. De par sa configuration, l’eau pénètre la barrière et vient se loger directement dans les alvéoles de celle-ci. La barrière se déploie alors automatiquement au fur et à mesure que le niveau d'eau augmente. C’est la pression de l'eau qui fait gonfler la barrière. 
L'entreprise qui fabrique et distribue la barrière d'eau Water-Gate se nomme MegaSecur Inc. Elle est située à Victoriaville (Québec), Canada.

## Historique
La barrière d'eau Water-Gate a été testée et éprouvée par le Ministère des Transports, de la Mobilité durable et de l'Électrification des transports sous le numéro de référence GUQ-02055.